# Base64

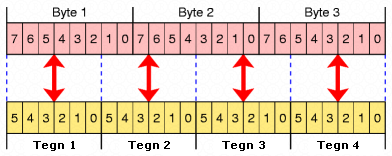
Diagram sposobu kodowania Base64

Base64 – rodzaj kodowania transportowego, zmodyfikowanego pod kątem zwiększenia przenośności kodowania uuencode. Kodowanie to zostało zdefiniowane w dokumencie RFC 4648 ↓.

## Kodowanie
Base64 służy do kodowania ciągu bajtów za pomocą ciągu znaków. Kodowanie to przypisuje 64 wybranym znakom (patrz tabelka niżej) wartości od 0 do 63. Ciąg bajtów poddawany kodowaniu dzielony jest na grupy po 3 bajty. Ponieważ bajt ma 8 bitów, grupa 3 bajtów składa się z 24 bitów. Każdą taką grupę dzieli się następnie na 4 jednostki 6-bitowe, więc istnieją dokładnie 64 możliwe wartości każdej z tych jednostek. Jednostkom przypisywane są odpowiednie znaki na podstawie arbitralnie ustalonego kodowania (patrz tabela poniżej). Jeśli rozmiar wejściowego ciągu bajtów nie jest wielokrotnością liczby 3, to stosowane jest dopełnianie – na końcu wynikowego ciągu dodawana jest taka liczba symboli dopełnienia (ang. pad), aby ten miał długość podzielną przez 4.
| Wartość | Znak | Wartość | Znak | Wartość | Znak |
| ------- | ---- | ------- | ---- | ------- | ---- |
| 0       | A    | 22      | W    | 44      | s    |
| 1       | B    | 23      | X    | 45      | t    |
| 2       | C    | 24      | Y    | 46      | u    |
| 3       | D    | 25      | Z    | 47      | v    |
| 4       | E    | 26      | a    | 48      | w    |
| 5       | F    | 27      | b    | 49      | x    |
| 6       | G    | 28      | c    | 50      | y    |
| 7       | H    | 29      | d    | 51      | z    |
| 8       | I    | 30      | e    | 52      | 0    |
| 9       | J    | 31      | f    | 53      | 1    |
| 10      | K    | 32      | g    | 54      | 2    |
| 11      | L    | 33      | h    | 55      | 3    |
| 12      | M    | 34      | i    | 56      | 4    |
| 13      | N    | 35      | j    | 57      | 5    |
| 14      | O    | 36      | k    | 58      | 6    |
| 15      | P    | 37      | l    | 59      | 7    |
| 16      | Q    | 38      | m    | 60      | 8    |
| 17      | R    | 39      | n    | 61      | 9    |
| 18      | S    | 40      | o    | 62      | +    |
| 19      | T    | 41      | p    | 63      | /    |
| 20      | U    | 42      | q    |         |      |
| 21      | V    | 43      | r    | pad     | =    |

Ostatnie dwa znaki nie są alfanumeryczne. W niektórych niestandardowych odmianach kodowania base64 mogą one zostać zastąpione znakami - i _ (dywiz i podkreślnik). Dzięki temu można umieścić fragment takiego kodu np. w adresie URL, co dla znaków + i / jest niemożliwe, gdyż plus jest zamieniany na spację, a ukośnik najczęściej oddziela fragmenty ścieżki w URL.
W urządzeniu, które używa 8-bitowego słowa do reprezentacji znaków, dane zakodowane przy pomocy base64 powiększają swój rozmiar o 33% – dlatego np. pliki binarne umieszczone w wiadomościach e-mail zwiększają swoją objętość o ⅓.

## Przykład
Zdanie (kodowane tutaj w ASCII – stąd brak polskich znaków diakrytycznych)
```
Idealy sa jak gwiazdy - nie mozna ich osiagnac, ale mozna sie nimi kierowac.
```

po zakodowaniu base64 wygląda następująco (znak powrotu karetki „CR” i nowej linii „LF” na końcu zdania również zostały zakodowane na potrzeby tego przykładu):
```
SWRlYWx5IHNhIGphayBnd2lhemR5IC0gbmllIG1vem5hIGljaCBvc2lhZ25hYywgYWxlIG1v
em5hIHNpZSBuaW1pIGtpZXJvd2FjLg0K
```

## Zastosowania
Base64 jest wykorzystywane m.in. do:
1. przesyłania załączników binarnych w poczcie elektronicznej,
2. pamiętania ViewState w stronach WWW tworzonych przy użyciu technologii ASP.NET,
3. kodowania haseł wysyłanych w protokole SMTP podczas uwierzytelniania metodami PLAIN i LOGIN.
4. kodowania obrazów do zagnieżdżania wewnątrz HTML-a wg schematu URI data:(inne języki)